# Станьково
Станьково (пол. Stańkowo) — село в Польщі, у гміні Прабути Квідзинського повіту Поморського воєводства.
Населення — 295 осіб (2011).
У 1975-1998 роках село належало до Ельблонзького воєводства.

## Демографія
Демографічна структура станом на 31 березня 2011 року:
|          | Загалом | Допрацездатний вік | Працездатний вік | Постпрацездатний вік |
| -------- | ------- | ------------------ | ---------------- | -------------------- |
| Чоловіки | 156     | 33                 | 106              | 17                   |
| Жінки    | 139     | 34                 | 72               | 33                   |
| Разом    | 295     | 67                 | 178              | 50                   |